# Beat Me
Beat Me is een single van de Nederlandse zangeres Davina Michelle.
Het nummer is het officiële nummer voor de Grand Prix Formule 1 die gehouden zou worden in Nederland, echter door de coronapandemie werd de Grand Prix geschrapt. Het nummer werd door Davina Michelle voor het eerst ten gehore gebracht in de liveshows van het RTL 4-programma The voice of Holland.
In mei 2020 ontving ze voor dit nummer een gouden plaat.

## Hitnoteringen

### Nederlandse Top 40
| Hitnotering: 07-03-2020 t/m 25-07-2020 | Hitnotering: 07-03-2020 t/m 25-07-2020 | Hitnotering: 07-03-2020 t/m 25-07-2020 | Hitnotering: 07-03-2020 t/m 25-07-2020 | Hitnotering: 07-03-2020 t/m 25-07-2020 | Hitnotering: 07-03-2020 t/m 25-07-2020 | Hitnotering: 07-03-2020 t/m 25-07-2020 | Hitnotering: 07-03-2020 t/m 25-07-2020 | Hitnotering: 07-03-2020 t/m 25-07-2020 | Hitnotering: 07-03-2020 t/m 25-07-2020 | Hitnotering: 07-03-2020 t/m 25-07-2020 | Hitnotering: 07-03-2020 t/m 25-07-2020 | Hitnotering: 07-03-2020 t/m 25-07-2020 | Hitnotering: 07-03-2020 t/m 25-07-2020 | Hitnotering: 07-03-2020 t/m 25-07-2020 | Hitnotering: 07-03-2020 t/m 25-07-2020 | Hitnotering: 07-03-2020 t/m 25-07-2020 | Hitnotering: 07-03-2020 t/m 25-07-2020 | Hitnotering: 07-03-2020 t/m 25-07-2020 | Hitnotering: 07-03-2020 t/m 25-07-2020 | Hitnotering: 07-03-2020 t/m 25-07-2020 | Hitnotering: 07-03-2020 t/m 25-07-2020 | Hitnotering: 07-03-2020 t/m 25-07-2020 |
| Week:                                  | 1                                      | 2                                      | 3                                      | 4                                      | 5                                      | 6                                      | 7                                      | 8                                      | 9                                      | 10                                     | 11                                     | 12                                     | 13                                     | 14                                     | 15                                     | 16                                     | 17                                     | 18                                     | 19                                     | 20                                     | 21                                     |                                        |
| -------------------------------------- | -------------------------------------- | -------------------------------------- | -------------------------------------- | -------------------------------------- | -------------------------------------- | -------------------------------------- | -------------------------------------- | -------------------------------------- | -------------------------------------- | -------------------------------------- | -------------------------------------- | -------------------------------------- | -------------------------------------- | -------------------------------------- | -------------------------------------- | -------------------------------------- | -------------------------------------- | -------------------------------------- | -------------------------------------- | -------------------------------------- | -------------------------------------- | -------------------------------------- |
| Positie:                               | 36                                     | 27                                     | 21                                     | 17                                     | 14                                     | 16                                     | 16                                     | 17                                     | 16                                     | 11                                     | 9                                      | 9                                      | 9                                      | 11                                     | 11                                     | 10                                     | 13                                     | 14                                     | 23                                     | 31                                     | 37                                     | uit                                    |

### NederlandseSingle Top 100
| Hitnotering: 07-03-2020 t/m 29-08-2020 | Hitnotering: 07-03-2020 t/m 29-08-2020 | Hitnotering: 07-03-2020 t/m 29-08-2020 | Hitnotering: 07-03-2020 t/m 29-08-2020 | Hitnotering: 07-03-2020 t/m 29-08-2020 | Hitnotering: 07-03-2020 t/m 29-08-2020 | Hitnotering: 07-03-2020 t/m 29-08-2020 | Hitnotering: 07-03-2020 t/m 29-08-2020 | Hitnotering: 07-03-2020 t/m 29-08-2020 | Hitnotering: 07-03-2020 t/m 29-08-2020 | Hitnotering: 07-03-2020 t/m 29-08-2020 | Hitnotering: 07-03-2020 t/m 29-08-2020 | Hitnotering: 07-03-2020 t/m 29-08-2020 | Hitnotering: 07-03-2020 t/m 29-08-2020 | Hitnotering: 07-03-2020 t/m 29-08-2020 | Hitnotering: 07-03-2020 t/m 29-08-2020 | Hitnotering: 07-03-2020 t/m 29-08-2020 | Hitnotering: 07-03-2020 t/m 29-08-2020 | Hitnotering: 07-03-2020 t/m 29-08-2020 | Hitnotering: 07-03-2020 t/m 29-08-2020 | Hitnotering: 07-03-2020 t/m 29-08-2020 | Hitnotering: 07-03-2020 t/m 29-08-2020 | Hitnotering: 07-03-2020 t/m 29-08-2020 | Hitnotering: 07-03-2020 t/m 29-08-2020 | Hitnotering: 07-03-2020 t/m 29-08-2020 | Hitnotering: 07-03-2020 t/m 29-08-2020 | Hitnotering: 07-03-2020 t/m 29-08-2020 | Hitnotering: 07-03-2020 t/m 29-08-2020 |
| Week:                                  | 1                                      | 2                                      | 3                                      | 4                                      | 5                                      | 6                                      | 7                                      | 8                                      | 9                                      | 10                                     | 11                                     | 12                                     | 13                                     | 14                                     | 15                                     | 16                                     | 17                                     | 18                                     | 19                                     | 20                                     | 21                                     | 22                                     | 23                                     | 24                                     | 25                                     | 26                                     |                                        |
| -------------------------------------- | -------------------------------------- | -------------------------------------- | -------------------------------------- | -------------------------------------- | -------------------------------------- | -------------------------------------- | -------------------------------------- | -------------------------------------- | -------------------------------------- | -------------------------------------- | -------------------------------------- | -------------------------------------- | -------------------------------------- | -------------------------------------- | -------------------------------------- | -------------------------------------- | -------------------------------------- | -------------------------------------- | -------------------------------------- | -------------------------------------- | -------------------------------------- | -------------------------------------- | -------------------------------------- | -------------------------------------- | -------------------------------------- | -------------------------------------- | -------------------------------------- |
| Positie:                               | 53                                     | 28                                     | 27                                     | 18                                     | 21                                     | 28                                     | 30                                     | 30                                     | 30                                     | 25                                     | 25                                     | 25                                     | 28                                     | 30                                     | 30                                     | 35                                     | 39                                     | 46                                     | 47                                     | 45                                     | 47                                     | 65                                     | 85                                     | 96                                     | 100                                    | 89                                     | uit                                    |

### NederlandseMega Top 30
| Hitnotering: 09-05-2020 t/m 20-06-2020 | Hitnotering: 09-05-2020 t/m 20-06-2020 | Hitnotering: 09-05-2020 t/m 20-06-2020 | Hitnotering: 09-05-2020 t/m 20-06-2020 | Hitnotering: 09-05-2020 t/m 20-06-2020 | Hitnotering: 09-05-2020 t/m 20-06-2020 | Hitnotering: 09-05-2020 t/m 20-06-2020 | Hitnotering: 09-05-2020 t/m 20-06-2020 | Hitnotering: 09-05-2020 t/m 20-06-2020 |
| Week:                                  | 1                                      | 2                                      | 3                                      | 4                                      | 5                                      | 6                                      | 7                                      |                                        |
| -------------------------------------- | -------------------------------------- | -------------------------------------- | -------------------------------------- | -------------------------------------- | -------------------------------------- | -------------------------------------- | -------------------------------------- | -------------------------------------- |
| Positie:                               | 23                                     | 24                                     | 23                                     | 20                                     | 21                                     | 21                                     | 22                                     | uit                                    |

### NPO Radio 2 Top 2000
Beat Me stond alleen in 2021 in de NPO Radio 2 Top 2000, op plek 1373.